# Marcus Agius
Marcus Ambrose Paul Agius (ur. 22 lipca 1946) – brytyjski finansista i były przewodniczący grupy Barclays.

## Życiorys
Marcus Agius urodził się 22 lipca 1946 r. jako syn Eny Eleanory (z domu Hueffer) i podpułkownika Alfreda Victora Louisa Benedykta Agiusa. Pochodzi z Malty i kształcił się w St George’s College w Weybridge. Uzyskał stopień naukowy w dziedzinie nauk mechanicznych i ekonomii w Trinity Hall w Cambridge, a także posiada tytuł MBA w Harvard Business School.

### Wczesna kariera i Lazard (1972-2006)
Karierę bankową Agius rozpoczął w banku inwestycyjnym Lazard, gdzie pracował w latach 1972–2006 na kilku wyższych stanowiskach. Został mianowany prezesem londyńskiego oddziału Lazard w 2001 roku i wiceprezesem Lazard LLC w 2002 roku. W 1995 roku dołączył do BAA PLC jako dyrektor niewykonawczy, a od 2002 do 2006 roku pełnił funkcję jej prezesa.

### Zarząd Barclays i przewodniczący (2006-2012)
W dniu 1 września 2006 r. Agius dołączył do zarządu Barclays jako dyrektor niewykonawczy i zastąpił Matthew Barretta na stanowisku przewodniczącego od 1 stycznia 2007 r. Jego ostatnio zgłoszona pensja wynosiła 750 000 funtów.
W dniu 2 lipca 2012 r. ogłoszono, że Agius zrezygnuje ze stanowiska z powodu kar nałożonych na niektórych pracowników Barclays za manipulację LIBOR. W listopadzie 2012 roku poinformowano, że może zostać zatrudniony jako konsultant.
W lipcu 2012 r. Agius został przywrócony na stanowisko Prezesa Wykonawczego, po rezygnacji CEO Boba Diamonda do czasu mianowania nowego dyrektora naczelnego. Podczas swojego pobytu w Barclays Agius wziął udział w spotkaniu Grupy Bilderberg w 2011 roku.

### British Bankers’ Association (2010–2012)
Od 2010 do 2012 Agius był przewodniczącym British Bankers' Association (BBA). 
Od grudnia 2006 do 2012 Agius był starszym niezależnym dyrektorem niewykonawczym zarządu BBC. We wrześniu 2011 r. Agius został powołany na członka komitetu do działania jako jeden z trzech powierników Grupy Bilderberg. Pozostali członkowie komisji to poseł Kenneth Clarke i Lord Kerr z Kinlochard.

## Botanika
Agius jest zapalonym ogrodnikiem. W latach 2009–2019 był przewodniczącym powierników Królewskich Ogrodów Botanicznych w Kew. Po przejściu na emeryturę przekazał 500 000 funtów na ogrody, aby stworzyć tam ogród Agius Evolution. Został mianowany przewodniczącym Cambridge University Plant Science Initiative.
W 2021 Agius został odznaczony Komandorem Orderu Imperium Brytyjskiego (CBE) za zasługi dla botaniki i ochrony.

## Życie osobiste
Marcus, katolik, poślubił Katherine (ur. 1949), córkę Edmunda de Rothschild z angielskiej rodziny bankowej Rothschildów i jest blisko związany z majątkiem rodziny Rothschildów, Exbury Gardens w Hampshire. Mają dwójkę dzieci.
W 2010 roku The Tablet nazwał go jednym z najbardziej wpływowych katolików rzymskich w Wielkiej Brytanii.